# Der Kurier der Kaiserin
Kurier der Kaiserin ist eine 26-teilige Fernsehserie, die 1968/69 24 Wochen lang im Auftrag des ZDF und ORF produziert und ab dem 28. September 1970 erstausgestrahlt wurde. In der Hauptrolle ist der deutsche Schauspieler Klausjürgen Wussow zu sehen. Er spielt einen Kurier der österreichischen Herrscherin Maria Theresia in der Zeit vor und während des Siebenjährigen Krieges (1756–1763). 

## Handlung
Der österreichische Kurier Leutnant Karl von Rotteck (Klausjürgen Wussow) und sein treuer Begleiter, der Offiziersbursche Padua (Matthias Grimm), vollbringen verschiedene Missionen im Auftrag Maria Theresias (Marianne Schönauer) und erleben zahlreiche Abenteuer. Gelegentlich werden sie in Kriegshandlungen und Spionageaufträge hineingezogen, wie in den Episoden Die Brücke und Ein freier Holländer. Rottecks wichtigster Gegenspieler ist der preußische Kurier Leutnant Klaus-Dieter von Buckow (Volkert Kraeft) – die beiden pflegen eine ambivalente Freund-Feind-Beziehung. Regelmäßig verstrickt sich Rotteck in zufällige Liebschaften, die ihn jedoch meist in Schwierigkeiten bringen. Während seiner Aufträge begegnet er in vielen Ländern Europas bekannten Persönlichkeiten seiner Zeit, wie Ludwig XV., König von Frankreich, Casanova und dem türkischen Sultan Mustafa III. Gelegentlich werden historische Ereignisse eingearbeitet, etwa die Schlacht bei Kunersdorf im August 1759, die mit einem Sieg der Russen und Österreicher über die Preußen endete.

## Entwicklung der Serie
Ursprünglich planten die Drehbuchautoren Hans Dieter Schreeb und Hans-Georg Thiemt eine TV-Serie, die einen Postreiter zum Helden haben sollte. Während der Arbeiten erkannten sie, dass die Figur eines kaiserlichen Offiziers ihnen viel mehr Möglichkeiten für publikumswirksame Abenteuer bot.
Als Begleiter des Offiziers war ein Mohr vorgesehen, so wie sie im 18. Jahrhundert häufig als Diener in Adelspalästen anzutreffen waren. Diese Idee wurde abgelehnt und so wurde Leutnant von Rotteck schließlich der „Zigeunerjunge“ Padua zur Seite gestellt.

## Nebendarsteller
Neben der Hauptbesetzung treten einige Schauspieler in mehreren Episoden auf, wie Wolfgang Spier zweimal als Ludwig XV. und als kaiserlicher Geheimagent der Sektion 7, mit dem Tarnnamen „Doktor“ in Tod oder Sibirien. Auch Eckart Dux als französischer Gesandter Captaine Rochelle und Heinrich Schweiger als russischer Gesandter General Putov spielen in mindestens zwei Episoden. In einzelnen Episoden zu sehen sind Erika Pluhar, Marianne Wischmann, Willy Harlander, Walter Janssen als Sultan, Hans Wyprächtiger als Haremswächter Boris, Franz Muxeneder und Til Kiwe. Auch bekannte Fernseh- und Theaterschauspieler wie Hans Baur, Erik Frey und Christine Buchegger spielten in kleineren Rollen die Familie Weinmüller in der Episode Ein Preuße in Wien. Ebenso traten die vorwiegend am Theater arbeitenden Schauspieler Dieter Eppler (als Kapitän von Schmalz), Martha Wallner, Carlheinz Heitmann und Herta Konrad in der Episode Der Kapitän von Zimmer 12 auf. In der Episode Geld aus Sachsen spielt Günther Haenel einen sächsischen Minister und Lotte Ledl die attraktive Schwester eines kriminellen Tanzmeisters. In Komödianten spielen Jan Hendriks, Werner Abrolat, Isolde Miller und erneut Til Kiwe. Erika Pluhar, Wolfgang Lukschy und Kurt Heintel sind in Die Polin zu sehen. In der Episode Der Goldmacher sind Richard Lauffen als Adolf van Houten, Trude Marlen und Kurt Zips die Gaststars. Weitere bekannte Schauspieler aus den Episoden Der Fall Madelaine und Staatsstreich sind Ilona Grübel, Helma Seitz, Karl-Georg Saebisch, Georg Hartmann, Herta Kravina, Horst Keitel, Senta Wengraf und Peter Neusser.

## Hintergrund
Die Hauptrolle sollte nach den Vorstellungen der ZDF-Verantwortlichen eigentlich Peter Kraus angeboten werden. Als Klausjürgen Wussow die Rolle angeboten wurde, konnte er kaum reiten und zu Drehbeginn hatte er erst vier Reitstunden hinter sich.
Auch bei gefährlichen Szenen ließ sich der Hauptdarsteller nicht doubeln. Gedreht wurde überwiegend in Wien sowie in dessen Umland (u. a. Schloss Schönborn) und an der österreichisch-tschechischen Grenze (Retzer Windmühle).
Da man beim ZDF keine an Qualität verlierende Endlosserie produzieren wollte, wurde „Der Kurier der Kaiserin“ nach den 26 Folgen trotz Publikumsprotesten nicht weiter fortgesetzt. Allerdings wurde die Serie schon 1972 und 1973 im ZDF wiederholt, später dann in ORF1 (1980 und 1989), 3sat (1986, 1993 und 1996). Zuletzt lief die Serie im ZDF 1992 und 2012 in ZDFkultur.
In den Niederlanden lief die Serie ab dem 17. September 1971 unter dem Titel „De Koerier van de Koningin“.

## Episoden
Erste Staffel
1. Der neue Oberst
2. Die Sache mit Palapolo
3. Die Brücke
4. Das Duell
5. Black Mary
6. Die Erbschaft
7. Die Brunnenvergifter
8. Die Schätze des Sultans
9. Feinde
10. Kriegsspiele
11. Heinrich der Bär
12. Ein freier Holländer
13. Festungshaft
14. Geheimverhandlungen
15. Ein Preuße in Wien

Zweite Staffel
1. Hexereien
2. Der Kapitän von Zimmer 12
3. Geld aus Sachsen
4. Presskommando
5. Komödianten
6. Die Polin
7. Tod oder Sibirien
8. Der Goldmacher
9. Die Heirat
10. Der Fall Madelaine
11. Staatsstreich

## Trivia
Leutnant von Rotteck trägt die Adjustierung des Dragoner-Regiments Erzherzog Joseph.
Die Familie Rotteck existierte tatsächlich, wurde jedoch erst 1789 mit Karl Anton Rodekher von Rotteck geadelt.
In der Folge Die Sache mit Palapolo (1:2), wird das renversement des alliances behandelt. Maria Theresia wird hier als „Kaiserin von Österreich“ bezeichnet, ihr korrekter Titel war jedoch Römische Kaiserin. Der Titel Kaiser von Österreich wurde erst 1804 von ihrem Enkel Franz geschaffen.
In der Folge Der Fall Madeleine (2:10), steht eine Gaslaterne an der Straßenecke. Die erste funktionierende Gasbeleuchtung kam 1785 in den Niederlanden in Betrieb, in Frankreich – wo die Episode spielt – noch später (1799 in Paris). 